# 集団左遷!!
『集団左遷!!』（しゅうだんさせん）は、TBSテレビ系日曜劇場で、2019年4月21日から6月23日まで放送されていたテレビドラマである。主演は福山雅治。原作は江波戸哲夫が著した経済小説『新装版 銀行支店長』と『集団左遷』（ともに講談社文庫刊）。「平成最後の日曜劇場」と銘打っている とともに「令和最初の日曜劇場」でもある。

## あらすじ
三友銀行で働くサラリーマンの片岡洋。ある日蒲田支店の支店長に昇任したが、徹底した合理化を目指す常務取締役の横山輝生からは「ノルマを達成しなければ蒲田支店は廃店」「廃店が決まっているから頑張らなくていい」と念を押される。片岡は頑張らないなんてできないとして、本部と対立してでも蒲田支店を存続させるために奮闘する。
廃店による大規模リストラを断行したい横山常務は、様々な手段を使って蒲田支店を潰そうとするが、片岡は「頑張ろう」と行員達を励ましながら、率先して新規開拓に励み、ノルマである100億達成を目指していく。

## キャスト

### 主要人物
片岡洋（かたおか ひろし）
演 - 福山雅治
本部業務統括部店舗開発室次長→蒲田支店支店長→本部融資部 部付部長→人材育成研修センター長
本作品の主人公。支店長に抜擢されるものの、横山常務から「頑張らずに廃店させる」ことを要請される。しかし、理不尽さに納得がいかず、やがて行員と一丸となって抗おうとする。
真山徹（まやま とおる）
演 - 香川照之
蒲田支店副支店長→日本橋支店 副支店長→退社後妻の有里の実家が経営する丸山建材の経理担当に転職
横山輝生（よこやま てるお）
演 - 三上博史
常務取締役 人事担当→専務取締役→副頭取
不正に融資金を受け取った問題などにより最終回終盤で解任。

### 三友銀行蒲田支店
滝川晃司（たきがわ こうじ）
演 - 神木隆之介
法人営業1課社員→品川支店 法人営業課→三友証券
木田美恵子（きだ みえこ）
演 - 中村アン
法人営業1課主任→目黒支店 法人営業課
平正樹（たいら まさき）
演 - 井之脇海
法人営業2課社員→高井戸支店 法人営業課
花沢浩平（はなざわ こうへい）
演 - 高橋和也
法人営業1課課長→スーパー川栄 経理部長
横溝厚男（よこみぞ あつお）
演 - 迫田孝也
法人営業2課課長→町田支店 法人営業課課長 →森村電機へ出向
三宅庄司（みやけ しょうじ）
演 - 増田修一朗
個人営業窓口課課長→小岩支店 個人営業課
宮田学（みやた まなぶ）
演 - 谷口翔太
法人営業2課主任→練馬支店 法人営業課
藤枝薫（ふじえだ かおる）
演 - 橋本真実
個人営業窓口課兼テラー主任→用賀支店 個人営業課

### 三友銀行本店融資部
栖原光男
演 - 伊藤正之
部長
篠田学
演 - 須田邦裕
1課 課長
新堂秀樹
演 - 馬場徹
1課 係長
上から片岡を見張るよう言われていた。
脇田雅美
演 - 坂本三佳
1課 主任

### 三友銀行本店
藤田秀樹（ふじた ひでき）
演 - 市村正親
頭取→不正に融資金を受け取った問題により、最終回終盤で解任
隅田勝
演 - 別所哲也
融資担当常務→最終回終盤で頭取。
上層部の中では唯一まともな人物として描かれており、片岡に横山の不正を調査するよう指示する
郷田成道（ごうだ なりみち）
演 - 津嘉山正種
会長→不正に融資金を受け取った問題で8話で解任
南口優（なんこう まさる）
演 - 橋爪淳
副頭取→不正に融資金を受け取った問題で8話で解任
宿利雅史（やどり まさし）
演 - 酒向芳
支店統括部部長→総務部 人材開発室付。片岡の元上司
鮫島正義（さめじま まさよし）
演 - 小手伸也
検査部次長→日本橋支店 支店長
横山常務の側近。
梅原尊（うめはら たかし）
演 - 尾美としのり
審査部次長→支店統括部部長

### その他
青島憲二（あおしま けんじ）
演 - 赤堀雅秋
片岡の幼なじみ。通称「チンタオ」。
鈴木将之（すずき まさゆき）
演 - パパイヤ鈴木
片岡の幼なじみ。通称「パチ」。
片岡かおり（かたおか かおり）
演 - 八木亜希子
片岡洋の妻。
片岡裕太（かたおか ゆうた）
演 - 絃瀬聡一
洋・かおりの息子。
真山有里（まやま ゆり）
演 - 西田尚美
真山徹の妻。
三友銀行イメージガール
演 - 生田絵梨花（乃木坂46）
金村勇二
演 - 川原和久
三友銀行日本橋支店 支店長→辞職
融資の書類偽装の責任を取らされ支店長を辞職。片岡に不正融資に関することを追及されても黙秘していたが、横山と会った後にダイバーサーチの代表と会談するところを目撃してしまう。その後、片岡にメモを渡す。

### ゲスト
第1話
- 米山貢次（蒲田支店から融資を受けている会社社長） - 平山浩行
- 鶴田育夫（滝川の顧客のある小さな町工場の社長） - ベンガル
- 鶴田政子（鶴田の妻） - 梅沢昌代
- 近藤友理奈（ホステス） - 中村静香
- 宅配業者 - 山田たかお
- クラブのママ - LiLiCo
- セレモニーの司会者 - 石井亮次（CBCアナウンサー）

第2話
- 町田良介（町田エネラル 社長） - 市川猿之助
- 三嶋和生（三嶋食品会社 社長） - 赤井英和（第4話・第5話）
- 稲葉勝（三友銀行新宿支店 支店長） - 東根作寿英　
- 小池庄一（不動産会社 社長） - 三遊亭小遊三（第5話）

第3話
- 田口るみ（田口るみビューティーサロン 社長） - 浅野ゆう子
- 田口孝一（るみの夫） - 高木渉
- リサーチ会社の男 - 大河内浩

第4話
- 神崎昇（不動産コンサルティング会社 社長） - 戸次重幸
- 原珠希（経済情報誌 編集長） - 猫背椿

第5話
- 太田幸司（太田ビルディング 副社長） - 宮川一朗太
- マコト - 浅香航大
- 鷹谷真一（三友銀行羽田支店 支店長） - 桜井聖
- 丸山育巳（有里の父） - 浜田晃

第6話
- 西村雪子（亡き夫の工場を守り続ける女性） - 丘みつ子
- 樋口冴子（片岡かおりの友人） - 松居直美
- 佐藤稔（融資の相談に来た若者） - 内野謙太
- 小林広樹（融資の相談に来た若者） - 佐藤タダヤス
- 西尾有美（融資の相談に来た若者） - 未来

第7話
- 丸橋太郎（マルハシホールディングス 副社長） - 筒井道隆
- 丸橋雄一郎（マルハシホールディングス 会長） - 本田博太郎
- 上原友治（マルハシホールディングス 元経理部長） - モロ師岡

第8話
- 金村美和（金村の妻） - 大路恵美
- 清水修一 - 水橋研二（第9話）

第9話
- 島津和幸（国会議員） - 石丸謙二郎（最終話）
- 武内康隆（三友銀行 監査担当専務） - 難波圭一

## スタッフ
- 原作 - 江波戸哲夫『新装版 銀行支店長』『集団左遷』（講談社文庫刊）
- シリーズ構成（第5話 -） - 李正美
- 脚本 - いずみ吉紘[4]
- テーマソング - エレファントカシマシ「俺たちの明日」（ユニバーサルシグマ）
- 音楽 - 佐橋俊彦
- ナレーション - 貫地谷しほり[3]
- 撮影特別協力 - 城南信用金庫、GLORY
- 金融監修 - 宿輪純一
- 銀行監修 - 早川憲治
- リサーチ - 朝倉燎子
- 医療監修 - 岩崎善毅（イムス東京葛飾総合病院）
- お天気 - 森朗
- アクションコーディネーター - 佐々木修平
- プロデュース - 飯田和孝、中前勇児
- 演出 - 平川雄一朗、田中健太、韓哲
- 製作著作 - TBS

## 放送日程
| 話数                                                                         | 放送日  | サブタイトル                                             | 演出       | 視聴率 |
| ---------------------------------------------------------------------------- | ------- | -------------------------------------------------------- | ---------- | ------ |
| 第1話                                                                        | 4月21日 | 俺達に明日はない!? ノルマ100億に挑め! ド根性男の奇跡始動 | 平川雄一朗 | 13.8%  |
| 第2話                                                                        | 4月28日 | 逆転不可能に挑め!!ダメ社員達の奇策!?                     | 平川雄一朗 | 08.9%  |
| 第3話                                                                        | 5月05日 | 絶体絶命大ピンチ!! 裏切り者はだれだ!?                    | 田中健太   | 10.1%  |
| 第4話                                                                        | 5月12日 | 遂にリストラ決定!? 土壇場支店の結末!!                    | 韓哲       | 09.2%  |
| 第5話                                                                        | 5月19日 | さらば、愛しの男!? 前代未聞の大失敗!!                    | 平川雄一朗 | 09.0%  |
| 第6話                                                                        | 5月26日 | 全員リストラ決定!? 支店長最後の大選択                    | 田中健太   | 07.8%  |
| 第7話                                                                        | 6月02日 | 本部編始動!! 巨大な上層部の悪事を暴け                    | 韓哲       | 09.4%  |
| 第8話                                                                        | 6月09日 | 因縁上司をやっつけろ!?                                   | 平川雄一朗 | 11.9%  |
| 第9話                                                                        | 6月16日 | 託された不正の証拠! 最後の大逆転目前!                    | 田中健太   | 10.1%  |
| 最終話                                                                       | 6月23日 | 完結〜下克上の行方 熱き男が起こす奇跡                    | 平川雄一朗 | 13.1%  |
| 平均視聴率 10.3%（視聴率はビデオリサーチ調べ、関東地区・世帯・リアルタイム） |         |                                                          |            |        |